# Жюйе (Шаранта)
Жюйе́ (фр. Juillé) — коммуна во Франции, находится в регионе Пуату — Шаранта. Департамент — Шаранта. Входит в состав кантона Манль. Округ коммуны — Конфолан.
Код INSEE коммуны — 16173.
Коммуна расположена приблизительно в 370 км к юго-западу от Парижа, в 75 км южнее Пуатье, в 32 км к северу от Ангулема.

## Население
Население коммуны на 2008 год составляло 185 человек.
| 1962 | 1968 | 1975 | 1982 | 1990 | 1999 | 2008 |
| ---- | ---- | ---- | ---- | ---- | ---- | ---- |
| 265  | 232  | 218  | 206  | 198  | 181  | 185  |

## Администрация
| Период | Период | Фамилия     | Партия | Примечания |
| ------ | ------ | ----------- | ------ | ---------- |
| 2001   | 2008   | Франсис Фло |        |            |
| 2008   |        | Паскаль Ко  |        | животновод |

## Экономика
В 2007 году среди 119 человек в трудоспособном возрасте (15—64 лет) 99 были экономически активными, 20 — неактивными (показатель активности — 83,2 %, в 1999 году было 61,4 %). Из 99 активных работали 92 человека (49 мужчин и 43 женщины), безработных было 7 (4 мужчины и 3 женщины). Среди 20 неактивных 6 человек были учениками или студентами, 6 — пенсионерами, 8 были неактивными по другим причинам.

## Достопримечательности
- Семиугольная галло-римская башня. Рядом расположено главное здание позднего средневековья. Исторический памятник с 1988 года[3]

## Фотогалерея
- Мэрия
- Равнина между Жюйе и Лон
- Карта коммуны